# Ilja Jewgrafowitsch Bondarenko

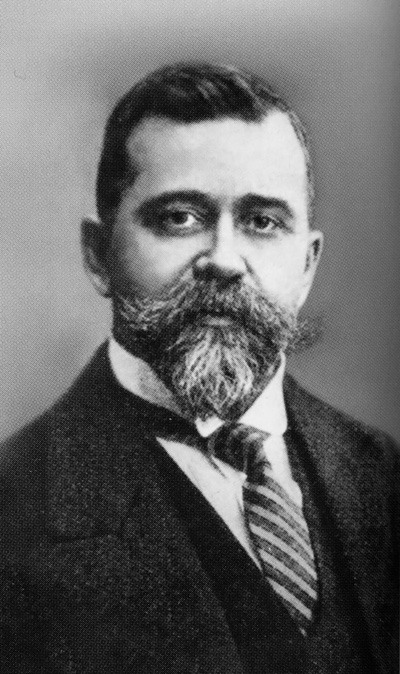
Ilja Jewgrafowitsch Bondarenko (1900)

Ilja Jewgrafowitsch Bondarenko (russisch Илья Евграфович Бондаренко; * 6. Julijul. / 18. Juli 1870greg. in Ufa; † 21. Juli 1947 in Moskau) war ein russisch-sowjetischer Architekt und Restaurator.

## Leben
Bondarenkos Großvater war aus Poltawa nach Ufa gekommen. Bondarenkos Vater Jewgraf Lwowitsch Bondarenko handelte mit Schaufeln, Harken und Eimern und wurde Kaufmann der II. Gilde. Ohne Erfolg versuchte der Vater Bondarenko für den Handel zu interessieren. Im Alter von sieben Jahren begann Bondarenko Zeichenstunden bei einem Künstler am Orte zu nehmen. 1880 trat Bondarenko in das Ufaer klassische Jungengymnasium ein. Beim Zeichenlehrer wurde er mit dem nach Ufa verbannten Künstler Nikolai Iljitsch Bobir bekannt, der als Vizestadtarchitekt arbeitete.
Nach dem Gymnasiumsbesuch folgte Bondarenko dem Rat Bobirs und begann 1887 das Studium an der Moskauer Hochschule für Malerei, Bildhauerei und Architektur (kurz MUSchWS) in der Klasse des Architekten Alexander Kaminski. Dazu arbeitete er in Kaminskis Architekturbüro an Kaminskis Projekten mit. Als ihm wegen revolutionärer Tätigkeiten 1891 die Verhaftung drohte, brach er das Studium ab und tauchte zunächst in Ufa unter. Dann ging er ins Ausland und schloss 1894 in Zürich das Studium am Eidgenössischen Polytechnikum in der Fakultät für Architektur und Bauwesen ab. Dort hatte er seinen Mäzen Iwan Morosow kennengelernt. Fast jährlich machte er nun Urlaub in westeuropäischen Ländern und lernte die dortigen Kulturzentren kennen.
Ab dem Herbst 1894 arbeitete Bondarenko im Baubüro der Moskauer Kaufmannsgesellschaft und leitete den Bau des von Wassili Sretenski projektierten Gebäudes des Moskauer Geistlichen Konsistoriums an der Mjasnizkaja-Straße. Zeitweise arbeitete er im Architekturbüro August Webers. Als Fjodor Schechtel etliche große Aufträge erhielt, holte er 1895 Bondarenko als seinen Assistenten in sein Büro. Daneben begann Bondarenko die russische Kunst anhand der Sammlungen im Historischen Museum und im Schtschukin-Museum zu erforschen.
1896 eröffnete Bondarenko in Moskau sein eigenes Architekturbüro. In dieser Zeit schloss er sich dem von Sawwa Mamontow organisierten Kreis der Künstlerkolonie Abramzewo an. 1897–1898 baute er für Mamontows neue Private Russische Oper das Solodownikow-Operngebäude um. Für die dortigen Aufführungen fertigte er nach Entwürfen Michail Wrubels  die Bühnenausstattungen an. 1898–1899 arbeitete er mit der Töpferei der Künstlerkolonie Abramzewo zusammen und baute für sie Werkstatt- und Wohngebäude. Später verwendete er Abramzewo-Majoliken beim Kirchenbau. Die Mitarbeit im Mamontow-Kreis verhalf ihm zu dem großen Auftrag für die Projektierung des von Konstantin Korowin entworfenen Gewerbe-Teils des russischen Pavillons für die Weltausstellung Paris 1900. Der Pavillon war das erste Beispiel des neorussischen Baustils als Variante des Jugendstils und wurde mit dem Zarenpreis ausgezeichnet. Im Februar 1899 heiratete Bondarenko die Pianistin Jelisaweta Alexandrowna Sobinowa (1864–1921).
1900 wurde Bondarenko Architekt der Iwersker Gemeinschaft der Mildtätigen Schwestern des Roten Kreuzes, für die er ein Heim, ein Ambulatorium und weitere Gebäude baute. 1902 beteiligte er sich an der Moskauer Ausstellung für Architektur und Kunstgewerbe des neuen Stils, war zusammen mit Iwan Fomin Mitglied des Ausstellungskomitees und stellte nach eigenen Entwürfen gefertigte Möbel und Holzarbeiten vor. 1902–1904 baute er in Iwanowo-Wosnessensk eine Schule und ein Kaufhaus. Auch beteiligte er sich an Architektur-Wettbewerben.
Nachdem im April 1905 das Verbot des Baus von Kirchen für die Altgläubigen aufgehoben worden war, baute Bondarenko 1907 für die Zweite Moskauer Gemeinde der Altorthodoxen Pomorischen Kirche seine erste Altgläubigenkirche am Moskauer Tokmakow Pereulok, wobei ihm die Gestaltung völlig freigestellt war. So verwendete er Eisenbeton und verzichtete auf traditionelle Stilelemente. Darauf folgten die Kirchenbauaufträge weiterer Altgläubigengemeinden. In Schuja beute er eine Kathedrale für die russisch-orthodoxe Kirche, und in Iwanowo-Wosnessensk baute er eine russisch-orthodoxe Kirche um. 1912 organisierte Bondarenko mit anderen die Ausstellung zum Gedenken an den Krieg 1812 im Historischen Museum. 1913 beauftragte ihn Iwan Maschkow mit der Gestaltung einer der drei Teilausstellungen der Historischen Ausstellung für Architektur und Kunstgewerbe für den V. Allrussischen Kongress der Baumeister.
Nach der Oktoberrevolution 1917 fertigte Bondarenko Musterzeichnungen für das Bedrucken von Stoffen für seinen alten Freund Iwan Morosow an. Bondarenko leitete die Kommission für die Restaurierung des Moskauer Kremls, der auch Fjodor Schechtel angehörte. Bondarenko wurde in das Kollegium für Museumsangelegenheiten und den Schutz der Kunst- und Altertumsdenkmäler gewählt. Im Russischen Bürgerkrieg ging er im Herbst 1919 nach Ufa und organisierte dort das erste Theater und das erste Museum, das das Staatliche Baschkirische Nesterow-Kunstmuseum wurde.
1919–1921 beteiligte Bondarenko sich mit Nikolai Markownikow, Iwan Maschkow, Alexander Meisner, Sergei Rodionow und Iwan Rylski an der Restaurierung der Kitai-Gorod-Schutzmauer. 1922 organisierte Bondarenko im Gebäude des früheren Englischen Clubs die Ausstellung Rotes Moskau, auf deren Grundlage später das Museum der Revolution entstand. Er beteiligte sich am Aufbau der Landwirtschaftsausstellung 1923. Nach der Überschwemmung Leningrads 1924 wurde er in die Regierungskommission für den Wiederaufbau der Stadt berufen. Er war Experte für die Untersuchung des Wohnraumbestands und der Gesundheitseinrichtungen auf der Krim. Daneben hielt er Vorlesungen über Architekturgeschichte in Moskauer Bildungseinrichtungen.
Ab 1926 mit Beginn des großen sowjetischen Bauprogramms arbeitete Bondarenko wieder als Architekt. Er war Chefarchitekt des Historischen Museums und arbeitete dann als Architekt für den Moskauer Stadtsowjet Mossowet und das Moskauer Energieunternehmen Mossenergo (bis 1939). Er stockte das Moskauer Konservatorium auf (1932–1933), erstellte Anbauten für die Tretjakow-Galerie (1933–1934) und erweiterte das Alexei Bachruschin-Museum (1937–1938).
Während des Deutsch-Sowjetischen Krieges war Bondarenko 1943–1944 Chefarchitekt des Wagankowoer Friedhofs und des Armenischer Friedhofs und baute dort Grabgebäude und Grabdenkmäler. Daneben hielt er 1942–1946 für Verwundete in Lazaretten etwa 100 Vorträge hauptsächlich über Architekturgeschichte. Häufig fuhr er in befreite Städte, untersuchte und dokumentierte die zerstörten Baudenkmäler und gab Ratschläge für den Wiederaufbau. Im befreiten Twer beteiligte er sich 1945–1946 am Wiederaufbau des von Matwei Kasakow erbauten Kaiserlichen Reisepalasts.
Bondarenko starb in Moskau. Seine Asche wurde im Kolumbarium des Donskoi-Friedhofs beigesetzt.

## Werke

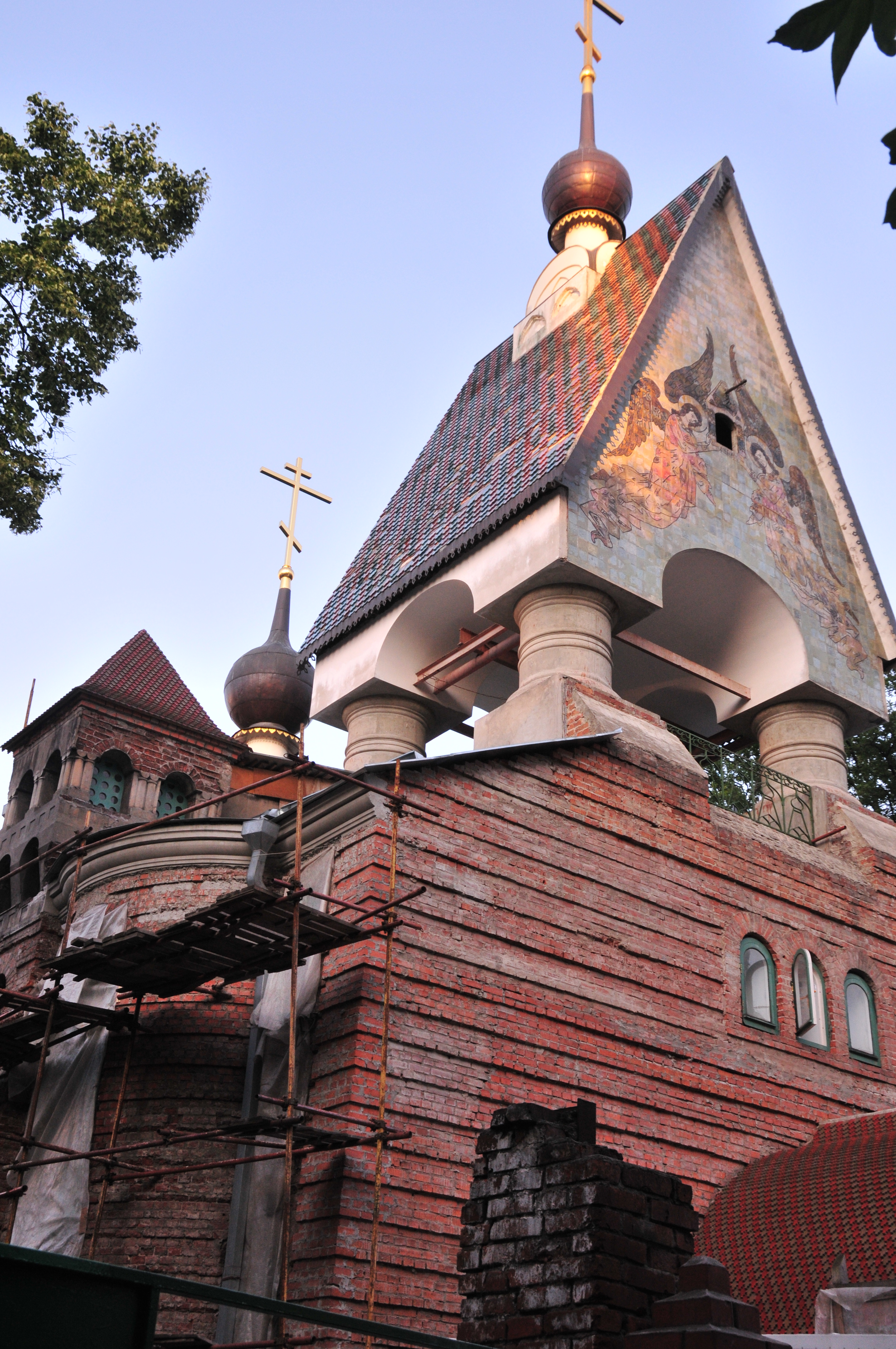
Altgläubigenkirche am Tokmakow Pereulok (1907), Moskau
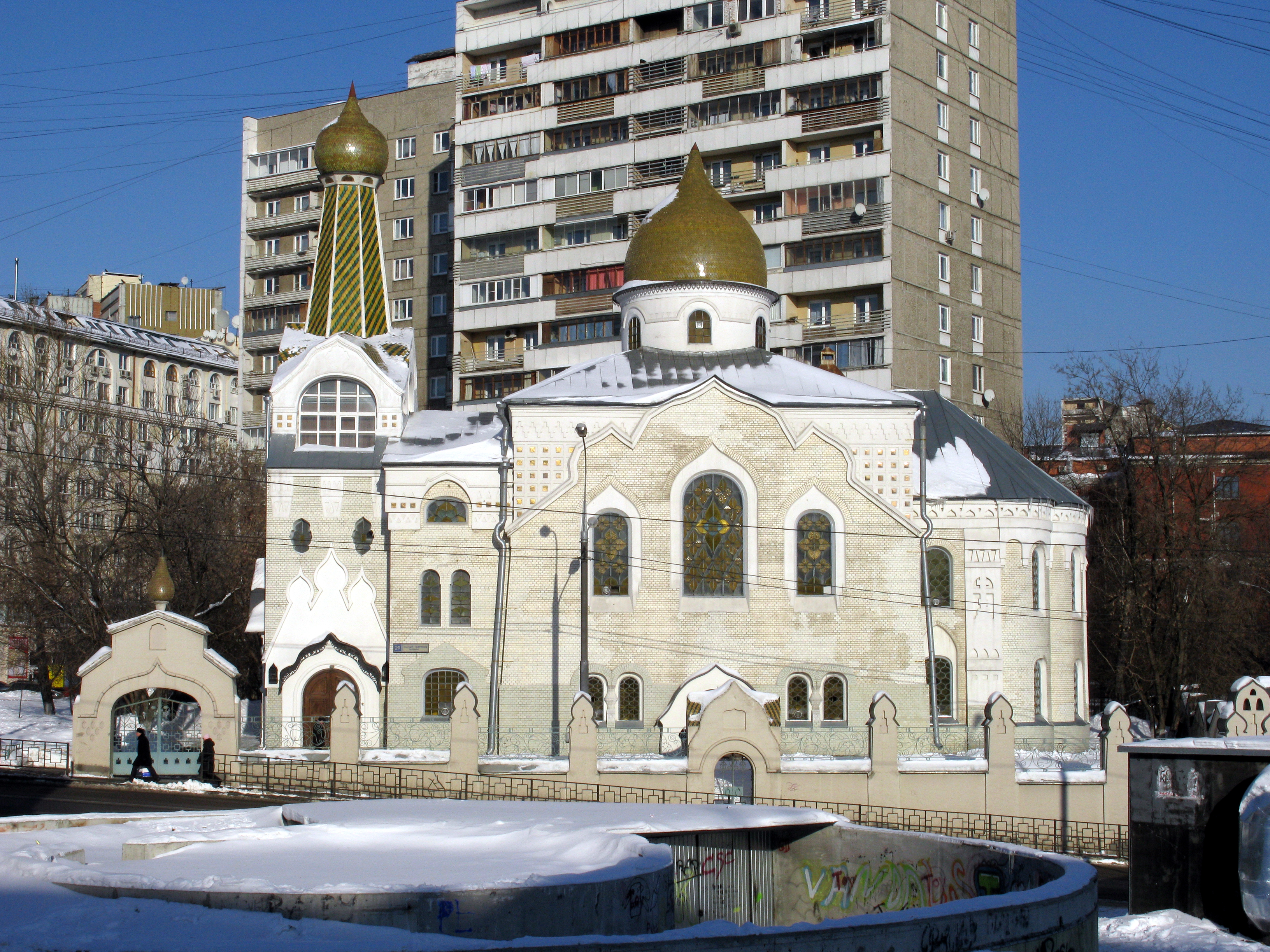
Altgläubigenkirche am Maly Gawrikow Pereulok (1911), Moskau
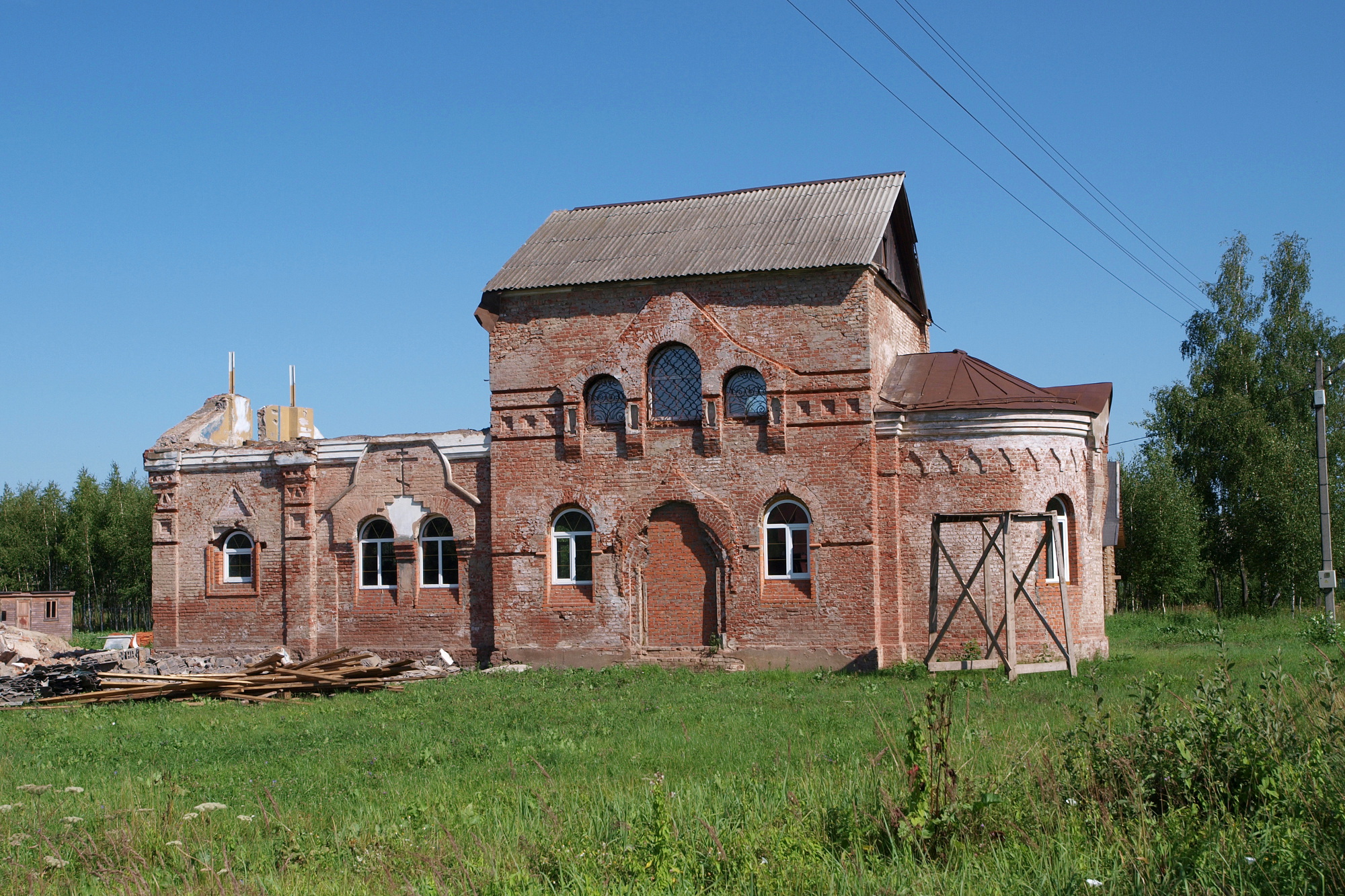
Altgläubigenkirche der Anna von Kaschin (1912), Kusnezy, Rajon Pawlowski Possad